# Odense Symfoniorkester
Odense Symfoniorkester er et af Danmarks fem landsdelsorkestre, og blev grundlagt i 1946, men dets rødder går helt tilbage til omkring år 1800. Fra at være et teaterorkester, som også spillede symfonisk musik, er orkestret i dag et moderne symfoniorkester med et højt aktivitetsniveau.
Orkestret har hjemme i Odense Koncerthus, som blev indviet i 1982. Hovedparten af orkestrets koncerter finder sted i Carl Nielsen Salen, en koncertsal med en fremragende akustik, plads til 1.212 mennesker samt udstyret med et 46-stemmer stort orgel bygget af et af verdens førende orgelbyggerier, Marcussen & Søn.
Odense Symfoniorkester havde ved grundlæggelsen 22 musikere, men er i årenes løb vokset støt, og har nu 73 fastansatte medlemmer. Orkestret giver årligt ca. 100 koncerter med et repertoire, der strækker sig fra barokken til vor egen tids musik.
Diskografien er omfattende – ca. 60 udgivelser er det blevet til og flere er undervejs og orkestrets turnévirksomhed inkluderer koncertrejser til USA, Kina samt en række europæiske lande.

## Orkestrets chefdirigenter
- Poul Ingerslev-Jensen (1946-1948)
- Arne Hammelboe (1948-1949)
- Martellius Lundqvist (1949-1967)
- Karol Stryja (1968-1984)
- Tamás Vetö (1984-1987)
- Othmar Mága (1987-1991)
- Edward Serov (1991-1995)
- Jan Wagner (1997-2002)
- Paul Mann (2005-2008)
- Alexander Vedernikov (2009-2018)
- Pierre Bleuse (2021)

## Eksterne links
- Odense Symfoniorkesters hjemmeside

| Musikgruppe | Spire Denne artikel om en dansk musikgruppe er en spire som bør udbygges. Du er velkommen til at hjælpe Wikipedia ved at udvide den. |